# 알코올 소비의 단기적 영향
알코올 소비의 단기적 영향 또는 알코올 섭취의 단기 효과는 낮은 복용량에서는 불안, 운동 능력 및 행복감의 감소에서부터 중독(술 취함), 혼미, 무의식, 전행성 기억상실 및 중추 신경계 우울증에 이르기까지 다양하다. 세포막은 알코올에 대한 투과성이 높기 때문에 일단 혈류에 들어가면 신체의 거의 모든 세포로 확산될 수 있다.
혈액 내 알코올의 축적된 정도는 혈중 알코올 농도(BAC)를 통해 측정된다. 음주량과 상황은 중독 정도를 결정하는 데 큰 역할을 한다. 예를 들어, 술을 마시기 전에 무거운 식사를 하면 알코올이 더 천천히 흡수된다. 숙취의 정도는 섭취하는 알코올의 양에 따라 크게 결정되지만, 수분 섭취도 중요한 역할을 한다. 과도한 음주 후에는 혼미와 의식불명이 모두 발생할 수 있다. 극단적인 수준의 알코올 섭취는 알코올 중독 및 사망을 초래할 수 있다. 혈류 농도가 0.36%이면 영향을 받은 사람의 절반이 사망한다. 알코올은 또한 구토로 인한 질식으로 인해 간접적으로 사망을 초래할 수도 있다.
알코올은 수면 문제를 크게 악화시킬 수 있다. 금욕 기간 동안, 수면 규칙성과 수면 패턴의 잔류 방해가 재발의 가장 큰 예측 인자이다.

## 알코올과 통증
2015년 문헌 검토에 따르면 알코올 투여는 급성 통증 억제 효과를 제공하는 것으로 나타났다. 또한 알코올 섭취와 통증 사이의 관계가 곡선적이라는 사실도 발견했다. 적당한 알코올 복용은 긍정적인 통증 관련 결과와 관련이 있었고, 과도한 알코올 복용은 부정적인 통증 관련 결과와 관련이 있었다.